# 水南镇 (吉水县)
水南镇，是中华人民共和国江西省吉安市吉水县下辖的一个乡镇级行政单位。

## 行政区划
水南镇下辖以下地区：
水南社区、双坑村、曲排村、村背村、沙田民族村、西团村、店背村、华山村、三甲村、水南村、上车村、新居村、车田村、水北村、毛家村、高中村、邱陂村、带元村、金城村、鄢陂村、中庄村和白果村。